# Schatzfund von Herringe
Der Schatzfund von Herringe (dänisch Sølvskatten fra Herringe) bei Rudme auf der dänischen Insel Fünen stammt aus der Wikingerzeit (800–1050 n. Chr.) und wurde 2008 und 2009 ausgegraben.

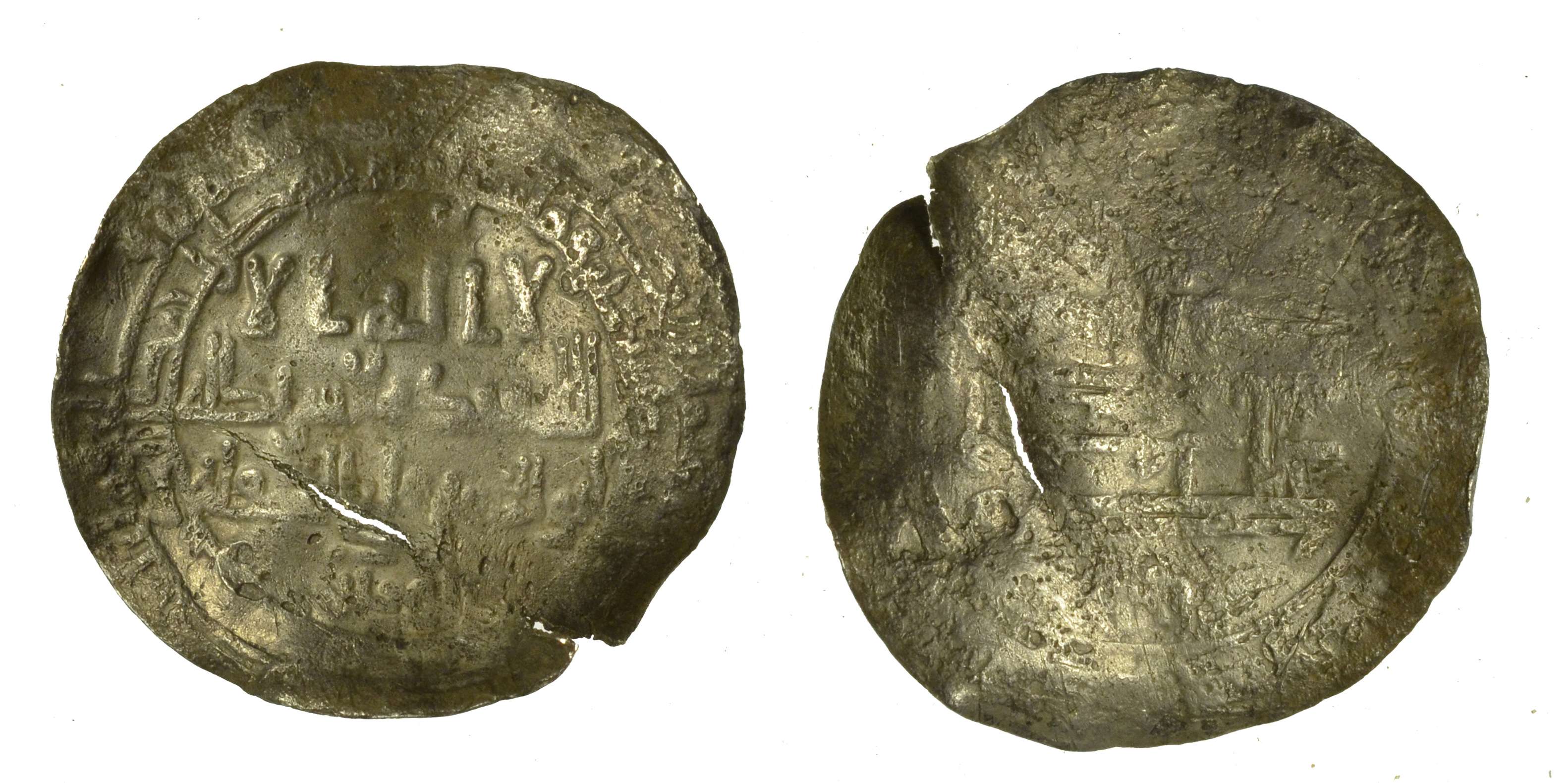
Ein vergleichbarer samanidischer Dirham aus dem Jahr 903 n. Chr.

Der geborgene Teil des etwa 960 n. Chr. deponierten Silberschatzes besteht aus 57 Silbermünzen vom Typ kufische Dirham, einem silbernen Armband und der Hälfte eines fein gearbeiteten Thorhammers in Filigrantechnik aus dem 10. Jahrhundert.
Die meisten Münzen stammen aus dem Herrschaftsbereich der Samaniden, einem muslimischen Kalifat in Afghanistan, Iran, Irak und Usbekistan aus der Zeit zwischen 900 und 954 n. Chr. (286–342 islamische Zeitrechnung), die restlichen Münzen sind Nachahmungen der bei Bolgar in Russland geprägten Dirhams. Der Thorhammer und das Silberarmband sind skandinavische Arbeiten.